# Xinshi (Baoding)
Xinshi (新市区,  Xīnshì Qū – „Neustadt“) ist ein nordchinesischer Stadtbezirk der bezirksfreien Stadt Baoding in der Provinz Hebei hat eine Fläche von 75 km² und zählt 393.351 Einwohner (2000).